# Cinara chaetorostrata
Cinara chaetorostrata är en insektsart. Cinara chaetorostrata ingår i släktet Cinara och familjen långrörsbladlöss. Inga underarter finns listade i Catalogue of Life.